# 수미크라스트저녁쥐
수미크라스트저녁쥐(Nyctomys sumichrasti)는 비단털쥐과에 속하는 설치류의 일종이다. 수미크라스트저녁쥐속(Nyctomys)의 유일종이다. 멕시코 남부와 파나마 사이에서 발견된다. 학명과 일반명은 첫 표본 발견자의 이름에서 유래했으며, 근연종은 유카탄반도에서 발견되는 해트저녁쥐로 추정된다.